# Зграда у ул. М. Тита 8 у Јагодини
Зграда у ул. М. Тита 8 у Јагодини представља непокретно културно добро као споменик културе, решењем Завода за заштиту споменика културе у Крагујевцу бр. 995/1 од 11. новембра 1976. године.
Зграда је саграђена 1925. године под утицајем сецесије. Састоји се од приземља, спрата и мансарде. Улична фасада посебно је обрађена и богато украшена другостепеном пластиком. Главни улаз приземља фланкиран је са два полуобличаста канелирана пиластра са класично изведеном базом и капителима који се лепезасто шире. На спрату је зидна маса веома динамично изведена као и пластика која је заступљена у њој. Цео зид спрата делује заталасано због два апсидална искакања у централној зони. Шест прозора на фасади су упарени на избаченим деловима, изнад којих је гирланда. Бочне прозоре уоквирује једноставна профилација која се завршава декоративним конзолама и тимпанима на њима. У тимпанима су представе серуфима. Валовита зидна маса је са доње и горње стране прозора ограничена троструким кордонским венцем. Зидани балкон са балустрадама изведен изнад прозора у поткровљу својом формом прати таласасти ток зидног платна. Типична монументална француска мансарда рашчлањена је на доминирајуће централне и бочне просторије.
На централној мансарди налази се шест прозора које надвисује тимпан са акротеријом на врху, док су на угловима изведене вазе у малтеру. У тимпану је година изградње и картуш са две палмине гране. Кров је мансардног облика, покривен фалцованим црепом.